# Thuốc hạ huyết áp
Thuốc hạ huyết áp là một nhóm thuốc được sử dụng để điều trị tăng huyết áp (huyết áp cao). Điều trị bằng cách hạ huyết áp tìm cách ngăn ngừa các biến chứng của huyết áp cao, chẳng hạn như đột quỵ và nhồi máu cơ tim. Bằng chứng cho thấy giảm 5mmHg huyết áp có thể làm giảm 34% nguy cơ đột quỵ, bệnh tim thiếu máu cục bộ xuống 21% và giảm khả năng mắc chứng mất trí nhớ, suy tim và tử vong do các bệnh tim mạch. Có nhiều nhóm thuốc có tác dụng làm giảm huyết áp bằng các biện pháp khác nhau. Trong số các thuốc quan trọng nhất và được sử dụng rộng rãi nhất là thuốc lợi tiểu thiazide, thuốc chẹn kênh calci, thuốc ức chế men chuyển, thuốc đối kháng thụ thể angiotensin II (ARB) và thuốc chẹn beta.
Những loại thuốc sử dụng ban đầu để điều trị tăng huyết áp đã là chủ đề của một số nghiên cứu lớn và kết quả hướng dẫn quốc gia. Mục tiêu cơ bản của điều trị nên là phòng ngừa các điểm cuối quan trọng của tăng huyết áp, chẳng hạn như đau tim, đột quỵ và suy tim. Tuổi của bệnh nhân, các tình trạng lâm sàng liên quan và tổn thương nội tạng cũng đóng một phần trong việc xác định liều lượng và loại thuốc dùng. Một số loại thuốc chống tăng huyết áp khác nhau về cấu hình tác dụng phụ, khả năng ngăn ngừa các điểm cuối và chi phí. Việc lựa chọn các thuốc đắt tiền hơn, trong đó các thuốc rẻ hơn vẫn có hiệu quả tương đương, có thể có tác động tiêu cực đến ngân sách chăm sóc sức khỏe quốc gia. Kể từ năm 2018, thực chứng tốt nhất có sẵn ủng hộ thuốc lợi tiểu thiazide liều thấp là phương pháp điều trị đầu tiên được lựa chọn cho huyết áp cao khi cần dùng thuốc. Mặc dù bằng chứng lâm sàng cho thấy thuốc chẹn kênh calci và thuốc lợi tiểu loại thiazide được ưu tiên điều trị hàng đầu đối với hầu hết mọi người (từ cả hiệu quả và quan điểm chi phí), thuốc ức chế men chuyển được NICE ở Anh khuyên dùng cho những người dưới 55 tuổi.